# 炭山乡
炭山乡，是中华人民共和国宁夏回族自治区固原市原州区下辖的一个乡镇级行政单位。

## 行政区划
炭山乡下辖以下地区：
炭山村、红沟村、石湾村、新山村、古湾村、南坪村、高台村、阳洼村、千石村和张套村。